# مونیکا اسپیر
مونیکا اسپیر موتز اسپانیایی: Mónica Spear Mootz‎؛ زاده ۱ اکتبر ۱۹۸۴ - درگذشته ۶ ژانویه ۲۰۱۴) یک هنرپیشه، مدل و ملکه زیبایی ونزوئلا بود. اسپیر در سال ۲۰۰۴ ملکه زیبایی ونزوئلا شد و در مراسم دوشیزه جهان ۲۰۰۵ که در تایلند برگزار میشد به نمایندگی ونزوئلا شرکت کرد و مقام چهارم رو بدست آورد. او در چندین سریال تلویزیونی بازی کرده بود.

## قتل خانم اسپیر
مونیکا اسپیر و شوهر ایرلندی وی به همراه دختر پنج ساله خود در خودرویشان در غرب ونزوئلا هدف قرار گرفتند. اسپیر و شوهرش به ضرب گلوله کشته شدند و به پای دختر ۵ ساله آنها شلیک شده و او جان سالم به در برده و در بیمارستان بستری شد. خودروی آنها در بزرگراه شلوغی خراب شد و آنها در گوشه‌ای متوقف شدند. پلیس تحقیقات خود را در این زمینه شروع کرده و بر این باور است که این دو در جریان سرقتی که مطابق برنامه پیش نرفته، کشته شدند. قتل ملکه زیبایی سابق ونزوئلا و شوهرش با خشم عمومی در این کشور روبه‌رو شد.

## فیلم‌شناسی

### مجموعه تلویزیونی
- اشتیاق ممنوع (۲۰۱۳)
- (2011) Flor Salvaje
- (2011) Que el Cielo Me Explique
- (2010) La mujer perfecta
- (2009) Calle luna, Calle sol
- (2007) Mi prima ciela
- (2006) El desprecio